# Two Hills
Two Hills is een plaats (town) in de Canadese provincie Alberta en telt 1.372 inwoners (2020).

## Geschiedenis
Meer dan een honderd jaar geleden werd de eerste hoeve in het Two Hills-gebied geregistreerd door Tom Watt, een veteraan van de Canadese militie. Het volgende decennium spraken andere kolonisten voornamelijk Engels, maar aan het begin van de 20e eeuw arriveerden immigranten uit Midden- en Oost-Europa en dat veranderde het culturele erfgoed van Two Hills voor altijd.
Met de komst van de Canadian Pacific Railway in 1927 werd het gehucht van Two Hills opgericht. Two Hills dankt zijn naam aan een nabijgelegen postkantoor (opgericht in 1914), vernoemd naar twee prominente heuvels, aan de westelijke rand van de gemeenschap.  Het werd al snel het belangrijkste handelscentrum op de Canadian Pacific Railway-lijn tussen Edmonton en Lloydminster.
In 1926 opende de eerste zakelijke vestiging, een restaurant. Het restaurant werd geëxploiteerd door Adelard Desrosiers en bediende de drukke bouwploegen die de spoorlijn in het gebied aan het uitbreiden waren. Ook werkers die liften bouwden bezochten het eetcafé. Soms werden negentig tot honderd mensen op één dag bediend. Een andere bedrijfsvestiging in het nieuwe gehucht was de Bank of Commerce, die in 1927 een filiaal oprichtte. Deze en andere bedrijven markeerden het begin van de snelle uitbreiding van het jonge Two Hills. In 1929 werd Two Hills opgericht als een dorp, wat betekende dat de inwoners nu zelf het bestuur van het dorp voerden.
Hoewel Two Hills in de beginjaren veel groei doormaakte, ondervond het ook veel ontberingen, bijvoorbeeld: vier branden verwoestten het dorp tussen 1929 en 1937. De jaren dertig brachten ook de Grote Depressie, die veel gezinnen in het gebied trof en vertraagde economische groei aanzienlijk liet teruglopen. In 1939 zorgde het begin van de Tweede Wereldoorlog er echter voor dat de prijzen van landbouwproducten omhoogschoten, wat de economie aanzienlijk verbeterde. In 1955, negenentwintig jaar nadat het gehucht Two Hills was opgericht, kreeg het de status van Town. De volgende decennia zag de stad een gestage groei, die de afgelopen twintig jaar enigszins is vertraagd naarmate de bevolking ouder werd.

### Two Hills Floodplain
De lage, vlakke topografie van de ondiepe Vermilion Lakes beperkt de wegstromen van het water. De hoogte van de rivier daalt slechts 1,6 cm per km als deze door deze meren stroomt en het kan 7-10 dagen duren tot het water minder dan 30 km heeft afgelegd. Operations Infrastructure Manager van de Morecambe Structure, Carlin Soehn, zei dat de uiterwaarden "als water op een salontafel gieten." Het Golder-rapport in 2009 zei: "De NSWA heeft de Vermilion River Basin (VRB) geïdentificeerd als een van de meest veranderde stroomgebieden in het North Saskatchewan River Basin."
Na zware overstromingen in 1974 vroeg de provinciale overheid om een studie en rapport over het Vermilion River Basin. De overstromingsvlakte van Two Hills is de grootste van de drie uiterwaarden van de Vermilion-rivier en heeft de meeste hectaren die gedurende de langste periode onder water hebben gestaan.
Uit het rapport van 1974 bleek:
- Het belangrijkste probleem van overstromingen in de landbouw werd geïdentificeerd als schade aan inheemse hooigewassen
- Afvoervolume meer een probleem dan piekstromen
- De uiterwaarden van Two Hills hebben het bijzonder moeilijk om water af te voeren na een overstroming[3]

Uit het rapport van 1974 werden twee belangrijke suggesties uitgevoerd:
1. Baggeren, rechttrekken en kanaliseren Vermilion Lakes: Graaf diepere en bredere kanalen van Ben's Lake naar stroomafwaarts van de Vermilion Lakes om de stroming en capaciteit tussen de meren te verbeteren (1975-1978)
2. Bouw een "stroomregeling-structuur" net ten zuiden van Morecambe: Bouw een structuur naast de natuurlijke uitlaat om meer afvoercapaciteit te bieden aan het einde van de keten van meren (1976)

#### Moeizame Waterafvoer
Op 1 juli 1974 stond meer dan 90% van de hectaren nog steeds onder water in de uiterwaarden van Two Hills. Twee derde daarvan stond begin september onder water. Daarentegen stond op 1 juni nog steeds minder dan 1/4 van de hectares in de uiterwaarden van Mannville onder water, terwijl de uiterwaarden van Vermilion waren gedaald tot minder dan 1/2.

#### De Stroomregeling Structuur
- Het is de enige infrastructuur in het VR-systeem die kan worden aangepast (de andere zijn vast of statisch)
- Het regelt de stroom met 3 bedienbare overlooppoorten die van onder naar boven openen
- De poorten worden geopend om "water vooraf vrij te geven" - het peil van het meer naar beneden te trekken (voornamelijk vóór mogelijke overstromingen in de zomer) - en vervolgens om piekstromen te temperen en te verminderen nadat de overstroming door het gebied is getrokken
- Het vermindert piekstromen zowel stroomopwaarts als stroomafwaarts
- Het belangrijkste gebruik van de constructie is voordat de zomervloed begint

De Morecambe-structuur werd voltooid in 1976. Het ontwerp is gemaakt om de afvoercapaciteit van de uiterwaarden te vergroten en water af te voeren ruim voordat de natuurlijke afvoer water doorlaat.

### Two Hills Heritage Park
Op 23 augustus 1992 vond een historische gebeurtenis plaats: de onthulling van twee levensechte beelden in het nieuw aangelegde Two Hills Heritage Park. De beelden zijn geschonken door de familie Dowhaniuk, voormalige bewoners van Two Hills. Met de hand gesneden door John Weaver, dienen de beelden als een eerbetoon aan de grootouders en ouders van de familie Dowhaniuk, ter herdenking van 100 jaar Oekraïense nederzetting. maar ook aan alle pioniers van het Two Hills-gebied, Alberta en Canada.

## Two Hills School
Hoewel de oorspronkelijke Two Hills District en Two Hills School omstreeks 1909 werden gebouwd, werd de eerste school op de huidige locatie gebouwd in 1950. In 1961 werd Two Hills School verdeeld in twee afzonderlijke scholen, de basis- en middelbare scholen, en bleven twee verschillende gebouwen totdat de renovaties in 2005 waren voltooid en de K-12 studenten weer op één school zaten. Met de sluiting van Hairy Hill School in 1982, centralisatie van middelbare scholieren in Willingdon in 1984 en de uiteindelijke sluiting van Willingdon School in 1992. Sindsdien bedient Two Hills School veel studenten die vanuit kleinere gemeenschappen in de omgeving komen.

## Bibliotheek
De eerste geregistreerde bijeenkomst van Bibliotheek Two Hills was in september 1954. De jaren 50 en 60 waren geen goede jaren voor de bibliotheek omdat ze niet goed onderhouden en erg ongeorganiseerd was. De Gemeentelijke Bibliotheek was eerst jarenlang in de Two Hills School gehuisvest tot de verhuizing in het begin van de jaren tachtig naar de hoek van 50 Ave en 49 Street (wat nu de Two Hills Liquor Store is) en vervolgens verhuisde het naar de huidige locatie in de voorjaar van 1994.

## Two Hills vliegveld
De Two Hills Airport ligt 3 kilometer ten westen en 1 kilometer ten zuiden van het stadje. Dit vliegveld biedt een goed verlichte landingsbaan van 884 meter. Deze luchthaven is ontworpen om te worden uitgebreid om te voldoen aan toekomstige transporteisen in het gebied.

## Economie
Aan de westkant van Two Hills ligt de pittoreske en uitdagende Lions Golf & Country Club. Dit is een zeer goed ontworpen baan in glooiend gebied met uitdagende smalle fairways, strategische hindernissen en opvallende schoonheid. De baan telt 9 Holes. De baan is ontworpen door Edmonton’s Sid Puddicombe and Associates.
De Two Hills Fish & Game Association heeft een gevulde forellenvijver en een picknickplaats aan de zuidkant van de stad.
Aan de overkant van de weg is een kampeermogelijkheid in DM Geleta Park. Het originele park was getransformeerd voor recreatief gebruik. In 2009 werden er toiletten en douches met een muntsysteem toegevoegd. Het park beschikt over een speeltuin, fitnessapparatuur voor buiten, tennisbanen, een beachvolleybalnet, basketbalvelden, voetbalvelden en gloednieuwe honkbaldiamanten.

## Kerken
Two Hills telt 2 kerken:
- Holy Trinity Orthodox Church[12]
- Two Hills Fellowship Chapel[13]